# Castelnau-Durban
 Castelnau-Durban  là một xã ở tỉnh Ariège, thuộc vùng Occitanie ở phía tây nam nước Pháp.